# Universo Treviso Basket 2022-2023
Questa voce raccoglie le informazioni riguardanti l'Universo Treviso Basket nelle competizioni ufficiali della stagione 2022-2023.

## Stagione
La stagione 2022-2023 dell'Universo Treviso Basket sponsorizzata NutriBullet, è la 4ª nel massimo campionato italiano di pallacanestro, la Serie A.
Per la composizione del roster si decise di cambiare la formula, scegliendo quella con 6 giocatori stranieri senza vincoli.

## Organigramma societario
Dal sito internet della società.
Area dirigenziale
- Presidente: Paolo Vazzoler
- Direttore Generale: Giovanni Favaro
- Direttore Sportivo: Andrea Gracis
- Amministrazione: Paola Aletto

Area tecnica
- Allenatore: Marcelo Nicola
- Vice allenatore: Alberto Morea
- Vice allenatore: Lorenzo Pomes
- Preparatore atletico: Dario De Conti
- Team Manager: Damiano Gava
- Responsabile settore giovanile: Alessio Collanega

Area medica
- Medico: Guido Mladovan
- Medico: Angelo Motta
- Fisioterapista: Nicolò Pavan
- Osteopata: Riccardo Pietrobon
- Massaggiatore: Franco Jachemet
- Ortopedico: Alberto Vascellari

Area marketing&ticketing
- Marketing Manager: Massimiliano Ferrigno
- Operations Manager: Alberto Bernhart
- Responsabile Comunicazione: Simone Fregonese
- Digital e Comunicazione: Elena Zoppè
- Commerciale e Marketing: Marco Pietrobon

## Roster
Aggiornato al 16 ottobre 2021.
| NutriBullet Treviso 2022-23 | NutriBullet Treviso 2022-23 |
| Giocatori                   | Staff tecnico               |
| --------------------------- | --------------------------- |

| N. | Naz.                                        | Ruolo | Nome                   | Anno | Alt.   | Peso   |  |
| -- | ------------------------------------------- | ----- | ---------------------- | ---- | ------ | ------ |  |
| 1  | Stati Uniti (bandiera)                      | G     | Adrian Banks (C)       | 1986 | 190 cm | 80 kg  |  |
| 2  | Stati Uniti (bandiera) · Nigeria (bandiera) | P     | Ike Iroegbu            | 1995 | 190 cm | 88 kg  |  |
| 3  | Italia (bandiera)                           | AP    | Alvise Sarto           | 2000 | 200 cm | 91 kg  |  |
| 4  | Italia (bandiera)                           | AP    | David Torresani        | 2005 |        |        |  |
| 4  | Italia (bandiera)                           | G     | Enrico Tadiotto        | 2005 | 189 cm |        |  |
| 5  | Stati Uniti (bandiera)                      | C     | Octavius Ellis         | 1993 | 208 cm | 107 kg |  |
| 6  | Italia (bandiera)                           | P     | Alessandro Zanelli (C) | 1992 | 188 cm | 78 kg  |  |
| 7  | Estonia (bandiera) · Italia (bandiera)      | G     | Mikk Jurkatamm         | 2000 | 195 cm | 81 kg  |  |
| 8  | Italia (bandiera)                           | G     | Enrico Vettori         | 2004 | 192 cm | 90 kg  |  |
| 9  | Lituania (bandiera)                         | AG    | Paulius Sorokas        | 1992 | 203 cm | 100 kg |  |
| 10 | Italia (bandiera)                           | G     | Leonardo Faggian       | 2004 | 194 cm | 92 kg  |  |
| 11 | Stati Uniti (bandiera)                      | C     | Derek Cooke            | 1991 | 206 cm | 105 kg |  |
| 12 | Italia (bandiera)                           | A     | Francesco Scandiuzzi   | 2004 |        |        |  |
| 14 | Francia (bandiera)                          | AP    | Hugo Invernizzi        | 1993 | 198 cm | 95 kg  |  |
| 18 | Finlandia (bandiera)                        | AG    | Mikael Jantunen        | 2000 | 204 cm | 100 kg |  |
| 24 | Polonia (bandiera)                          | AP    | Michał Sokołowski      | 1992 | 196 cm | 89 kg  |  |
| 27 | Italia (bandiera)                           | C     | Alessandro Simioni     | 1998 | 206 cm | 113 kg |  |
| -  | Italia (bandiera)                           | PG    | Alberto Pellizzari     | 2005 |        |        |  |

| Allenatore                                                                                  |
| - / Marcelo Nicola                                                                          |
| Assistente/i                                                                                |
| - Alberto Morea - Lorenzo Pomes Legenda - (C) Capitano - (IN) Inattivo - Infortunato Roster |

## Mercato

### Sessione estiva
| Acquisti | Acquisti           | Acquisti          | Acquisti   | Acquisti |
| R.       | Nome               | da                | Modalità   |          |
| -------- | ------------------ | ----------------- | ---------- | -------- |
| P        | Ike Iroegbu        | Hap. Gilboa G.E.  | svincolato |          |
| P        | Alessandro Zanelli | N.B. Brindisi     | svincolato |          |
| G        | Adrian Banks       | Pall. Trieste     | svincolato |          |
| AP       | Alvise Sarto       | Monferrato Basket | opzione    |          |
| AG       | Paulius Sorokas    | Pall. Varese      | svincolato |          |
| AC       | Mikael Jantunen    | Ostenda           | svincolato |          |
| C        | Derek Cooke        | Hap. Gilboa G.E.  | svincolato |          |
| C        | Alessandro Simioni | Basket Ravenna    | svincolato |          |

| Cessioni | Cessioni           | Cessioni         | Cessioni          | Cessioni |
| R.       | Nome               | a                | Modalità          |          |
| -------- | ------------------ | ---------------- | ----------------- | -------- |
| P        | Matteo Imbrò       | Scaligera Verona | fine contratto    |          |
| P        | DeWayne Russell    | EWE Oldenburg    | fine contratto    |          |
| PG       | Erick Green        | Hapoel Holon     | fine contratto    |          |
| G        | Giordano Bortolani | Olimpia Milano   | fine prestito     |          |
| G        | Tomas Dimša        | Žalgiris Kaunas  | fine prestito     |          |
| G        | Lorenzo Piccin     | Sebastiani Rieti | riscatto prestito |          |
| A        | Nicola Akele       | Brescia          | fine contratto    |          |
| AC       | Matteo Chillo      | Reyer Venezia    | fine contratto    |          |
| AC       | Aaron Jones        | Mersin BŞB       | fine contratto    |          |
| C        | Henry Sims         | Ulsan Phoebus    | fine contratto    |          |

### Dopo l'inizio della stagione
| Acquisti | Acquisti        | Acquisti            | Acquisti        | Acquisti   |
| R.       | Nome            | da                  | Data            | Modalità   |
| -------- | --------------- | ------------------- | --------------- | ---------- |
| C        | Octavius Ellis  | Guangdong S. Tigers | 18 gennaio 2023 | svincolato |
| C        | Hugo Invernizzi | Wolves              | 26 gennaio 2023 | svincolato |

| Cessioni | Cessioni          | Cessioni          | Cessioni         | Cessioni    |
| R.       | Nome              | a                 | Data             | Modalità    |
| -------- | ----------------- | ----------------- | ---------------- | ----------- |
| A        | Michał Sokołowski | Beşiktaş          | 18 gennaio 2023  | risoluzione |
| G        | Alvise Sarto      | Monferrato Basket | 15 febbraio 2023 | prestito    |
| C        | Derek Cooke       | Skyl. Francoforte | 28 febbraio 2023 | svincolato  |